# Halligan

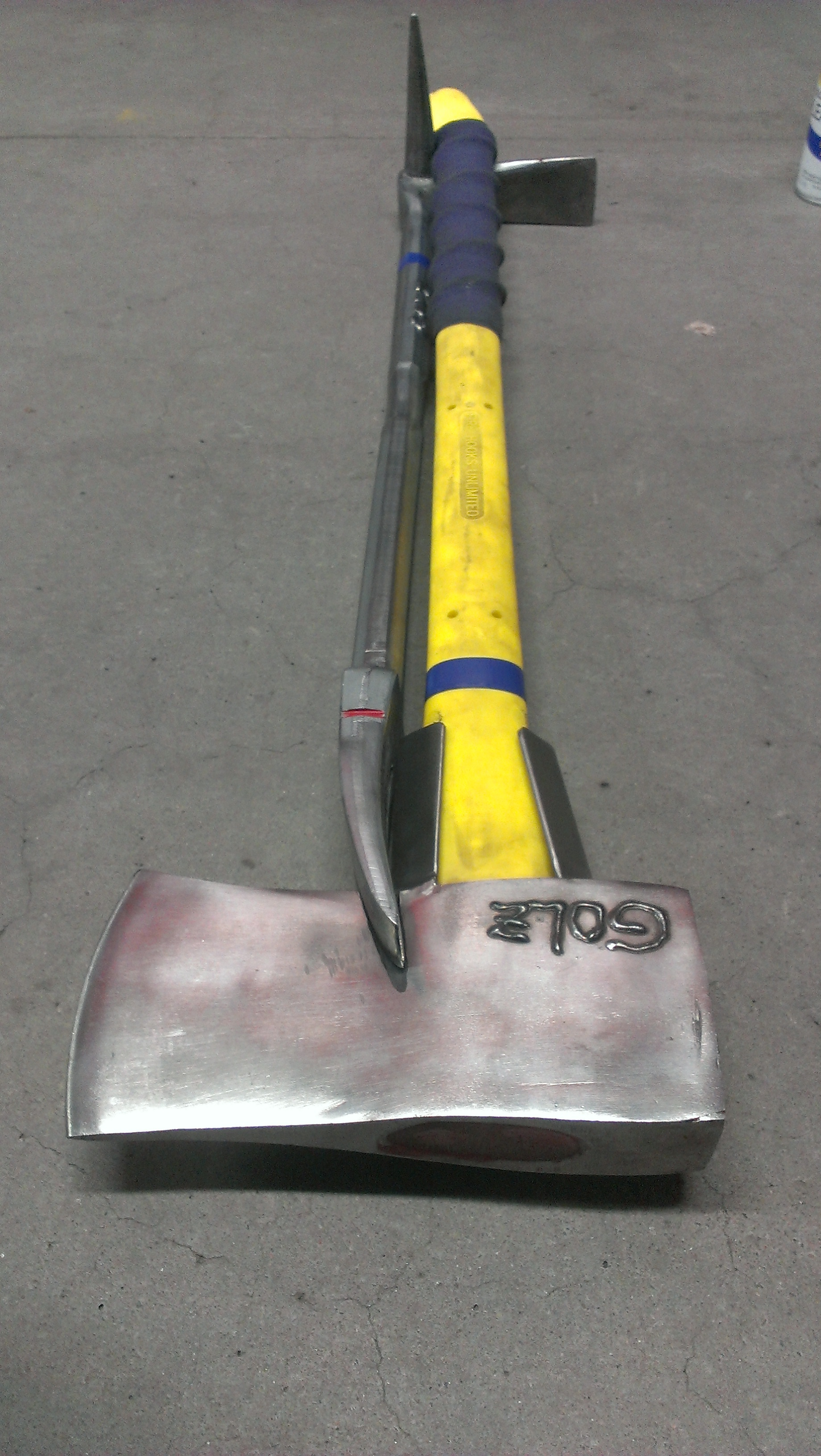
Halligan i destral 'casades' per al transport

La Halligan (anomenada a vegades 'Hoolligan') és una eina multiús, especialment per forçar portes, que utilitzen els bombers i les forces policials. Amb ella es pot fer palanca, torçar, tallar, colpejar, o perforar.

## Història
L'eina Halligan va ser inventada el 1948 pel Cap Adjunt Hugh A. Halligan, dels bombers de Nova York, per substituir dues eines: la 'pota de cabra' (barra de metall corbada en un extrem i de puntes aplanades) i la 'Kelly' (eina amb un cisell en un extrem i una aixa a l'altre), que s'anomenaven els ferros ('the Irons' en anglès) i que portava a l'espatlla, lligades amb una corda, el bomber encarregat de forçar portes, l'home del ferros ('Irons man' en anglès). La Halligan és més lleugera i manejable que 'els ferros'.

## Descripció
La Halligan té tres caps: una urpa en un extrem i una aixa i un pic lleugerament corbat a l'altre. És lleugera, uns 3,7 kg, i es pot acoblar ('casar') amb una destral per a transportar-les juntes.
Es fabrica normalment forjada en una única peça, en diferentes mides, de 45 a 120 cm, i diferents metalls: titani, bronze de beril·li o acer inoxidable.

## Usos
- Obrir portes.[2]
- Excarceració de vehicles.[3]
- Trencar vidres de finestres d'edificis o vehicles, per a accés o ventilació.[4]